# Karol Aleksander Krasicki
Karol Aleksander Krasicki herbu Rogala (zm. 1717) – rotmistrz królewski (od 1690), kasztelan chełmski (od 1707), hrabia Świętego Cesarstwa Rzymskiego. Właściciel dóbr Dubiecko, Rokietnica, Tuligłowy. Odziedziczył również księstwo koszyrskie, dawną dzielnicę książąt Sanguszków Koszyrskich. Syn Adama Władysława i Izabeli z Jeło Malińskich. Żonaty kolejno z Katarzyną z Czetwertyńskich oraz Eleonorą z Rzewuskich. Dziadek ks. bp. warmińskiego Ignacego Krasickiego, polskiego poety, pisarza i publicysty oświeceniowego.

## Potomstwo
- Józef Stefan Krasicki – protoplasta tzw. starszej gałęzi Krasickich (gałąź litewsko-wołyńska), właściciel dóbr Kniaża Krynica i Włodzimierzec
- Jan Boży Krasicki – kasztelan chełmski, ojciec Ignacego Krasickiego
- Wincenty Krasicki – starosta korytnicki